# Tiro nos Jogos Olímpicos de Verão de 2016 - Qualificatórias
Este artigo detalha a fase de qualificação do tiro nos Jogos Olímpicos de Verão de 2016, conforme definido pela Federação Internacional de Tiro Desportivo - ISSF.

## Informações gerais
Foram colocadas em disputa trezentas e cinquenta e sete vagas, 214 masculinas e 143 femininas, das trezentas e noventa disponíveis.
País-sede: caso o Brasil não classifique atletas através do procedimento comum, tem garantida uma vaga para cinco disputas masculinas, carabina deitado, pistola de ar, pistola de tiro rápido, fossa olímpica e skeet, e quatro femininas, carabina de ar, pistola de ar, fossa olímpica e skeet.
- Nas vagas cedidas, no masculino, o Brasil se qualificou para a carabina deitado e para a pistola de ar, enquanto utilizou as vagas de pistola de tiro rápido, fossa olímpica e skeet. No feminino, utilizou as vagas de carabina de ar, fossa olímpica e skeet. O COB solicitou a transferência da vaga não utilizada da pistola de ar feminino, para que fosse inscrito um atirador de pistola 50m[2]. As duas vagas masculinas dispensadas foram colocadas para o processo de realocação.

Limites de vagas e atletas por CON: cada Comitê Olímpico Nacional - CON pode qualificar até trinta atiradores, dois para cada modalidade, dezoito no masculino e doze no feminino. As vagas conquistadas são destinadas ao Comitê Olímpico Nacional - CON ao qual pertence o atleta que a conquistou, não pertence aos atletas. Cada atleta só pode conquistar uma vaga para seu CON.
Todos os atiradores inscritos devem ter alcançado a pontuação de qualificação mínima (MQS) na fase classificatória de um dos eventos de qualificação, independente de sua posição na fase final. Caso um atirador qualificado em um dos eventos tenha obtido índice em outras modalidades e o limite de sua representação não tenha sido atingido, ele pode ser inscrito em cada uma dessas modalidades, a dupla inscrição.
As vagas disponíveis para realocação são destinadas aos CON sem atiradores qualificados, com base na quantidade de atletas com índice de qualificação.

## Eventos
As vagas disponíveis foram disputadas nos Campeonatos Mundiais de 2014 e 2015, nas Copas do Mundo durante o ano de 2015 e em torneios continentais que ocorreram entre 2014 e 2016.
|                                                |                                |                                        | Masculino | Masculino | Masculino | Masculino | Masculino | Masculino  | Masculino  | Masculino  | Masculino | Masculino | Masculino | feminino | feminino | feminino   | feminino   | feminino | feminino | feminino |
| Vagas                                          | Vagas                          | Carabina                               | Carabina  | Carabina  | Pistola   | Pistola   | Pistola   | Espingarda | Espingarda | Espingarda | Vagas     | Carabina  | Carabina  | Pistola  | Pistola  | Espingarda | Espingarda |          |          |          |
| Competição                                     | Local                          | Data                                   | Total     | M         | 3P        | DT        | DA        | 50m        | RP         | DA         | FO        | FD        | SK        | F        | 3P       | DA         | 25m        | DA       | FO       | SK       |
| ---------------------------------------------- | ------------------------------ | -------------------------------------- | --------- | --------- | --------- | --------- | --------- | ---------- | ---------- | ---------- | --------- | --------- | --------- | -------- | -------- | ---------- | ---------- | -------- | -------- | -------- |
| 51º Campeonato Mundial de Tiro                 | Granada, Espanha               | 6 a 20 de setembro de 2014             | 64        | 36        | 5         | 5         | 6         | 4          | 2          | 6          | 3         | 2         | 3         | 28       | 5        | 6          | 5          | 6        | 3        | 3        |
| Campeonato das Américas                        | Guadalajara, México            | 11 de outubro de 2014                  | 11        | 7         | 1         | 1         | 1         | 1          |            | 1          | 1         |           | 1         | 4        | 1        | 1          | 1          | 1        |          |          |
| Copa do Mundo de Espingarda                    | Acapulco, México               | 28 de fevereiro a 10 de março de 2015  | 10        | 6         |           |           |           |            |            |            | 2         | 2         | 2         | 4        |          |            |            |          | 2        | 2        |
| Copa do Mundo de Espingarda                    | Al Ain, Emirados Árades Unidos | 19 a 29 de março de 2015               | 10        | 6         |           |           |           |            |            |            | 2         | 2         | 2         | 4        |          |            |            |          | 2        | 2        |
| Copa do Mundo de Rifle e Carabina              | Changwon, Coreia do Sul        | 8 a 16 de abril de 2015                | 24        | 14        | 2         | 2         | 3         | 2          | 2          | 3          |           |           |           | 10       | 2        | 3          | 2          | 3        |          |          |
| Copa do Mundo de Espingarda                    | Larnaca, Chipre                | 24 de abril a 4 de maio de 2015        | 10        | 6         |           |           |           |            |            |            | 2         | 2         | 2         | 4        |          |            |            |          | 2        | 2        |
| Copa do Mundo de Rifle e Carabina              | Fort Benning, Estados Unidos   | 12 a 21 de maio de 2015                | 24        | 14        | 2         | 2         | 3         | 2          | 2          | 3          |           |           |           | 10       | 2        | 3          | 2          | 3        |          |          |
| Copa do Mundo de Rifle e Carabina              | Munique, Alemanha              | 29 de maio a 5 de junho de 2015        | 24        | 14        | 2         | 2         | 3         | 2          | 2          | 3          |           |           |           | 10       | 2        | 3          | 2          | 3        |          |          |
| Jogos Europeus 2015                            | Baku, Azerbaijão               | 12 a 28 de junho de 2015               | 15        | 9         | 1         | 1         | 1         | 1          | 1          | 1          | 1         | 1         | 1         | 6        | 1        | 1          | 1          | 1        | 1        | 1        |
| Panamericano 2015                              | Toronto, Canadá                | 10 a 18 de julho de 2015               | 20        | 12        | 1         | 1         | 2         | 1          | 1          | 1          | 2         | 1         | 2         | 8        | 2        | 2          | 1          | 1        | 1        | 1        |
| Campeonato Europeu 25m, 50m, 300m e Espingarda | Maribor, Eslováquia            | 19 de julho a 2 de agosto de 2015      | 21        | 14        | 3         | 2         |           | 2          | 1          |            | 3         |           | 3         | 7        | 3        |            | 2          |          | 1        | 1        |
| Copa do Mundo                                  | Gabala, Azerbaijão             | 6 a 16 de agosto de 2015               | 34        | 20        | 2         | 2         | 3         | 2          | 2          | 3          | 2         | 2         | 2         | 14       | 2        | 3          | 2          | 3        | 2        | 2        |
| Campeonato Mundial de Espingarda               | Lonato, Itália                 | 9 a 18 de setembro de 2015             | 10        | 6         |           |           |           |            |            |            | 2         | 2         | 2         | 4        |          |            |            |          | 2        | 2        |
| Campeonato Asiático de Tiro                    | Cidade do Kuwait               | 1 a 12 de novembro de 2015             |           |           |           |           |           |            |            |            |           |           |           |          |          |            |            |          |          |          |
| Campeonato de Tiro da Oceania                  | Sydney, Austrália              | 26 de novembro a 4 de dezembro de 2015 | 18        | 12        | 1         | 2         | 1         | 1          | 1          | 1          | 2         | 1         | 2         | 6        | 1        | 1          | 1          | 1        | 1        | 1        |
| Campeonato Africano de Tiro                    | Pretória, África do Sul        | 28 de novembro a 6 de dezembro de 2015 | 15        | 9         | 1         | 1         | 1         | 1          | 1          | 1          | 1         | 1         | 1         | 6        | 1        | 1          | 1          | 1        | 1        | 1        |
| Torneio Pré-Olímpico da Ásia                   | Nova Delhi, Índia              | 25 de janeiro a 3 de fevereiro de 2016 | 35        | 23        | 3         | 2         | 2         | 2          | 2          | 2          | 4         | 2         | 4         | 12       | 3        | 2          | 3          | 2        | 1        | 1        |
| Campeonato Europeu de 10m                      | Gyoer, Hungria                 | 22 a 28 de fevereiro de 2016           | 12        | 6         |           |           | 3         |            |            | 3          |           |           |           | 6        |          | 3          |            | 3        |          |          |
| Total                                          | Total                          | Total                                  | 357       | 214       | 24        | 23        | 29        | 21         | 17         | 28         | 27        | 18        | 27        | 143      | 25       | 29         | 23         | 28       | 19       | 19       |

## Tabelas de qualificação
Informações com base em listas publicadas pela ISSF.

### Carabina 3 posições masculino
| CON                | Critério MQS=1135 | Atleta inscrito             | Índice pessoal |
| ------------------ | ----------------- | --------------------------- | -------------- |
| AUS Austrália      | O2015             | Will GodwardT               | 1145           |
| AUS Austrália      | DI                | Dane Sampson                | 1159           |
| AUT Áustria        | EU2015            | Gernot Rumpler              | 1172           |
| AUT Áustria        | DI                | Alexander Schmirl           | 1179           |
| BLR Bielorrússia   | DI                | Illia Charheika             | 1178           |
| BLR Bielorrússia   | DI                | Yury Shcherbatsevich        | 1173           |
| BRA Brasil         | DI                | Cassio Cesar Rippel         | 1152           |
| BUL Bulgária       | DI                | Anton Rizov                 | 1167           |
| CHN China          | CGu2015           | Hui Zicheng                 | 1181           |
| CHN China          | M2014             | Zhu Qinan                   | 1183           |
| CRO Croácia        | DI                | Petar Gorsa                 | 1172           |
| CUB Cuba           | DI                | Reinier Estpinan            | 1171           |
| CUB Cuba           | AM2014            | Alexander Molerio Quintana  | 1149           |
| CZE Chéquia        | DI                | Filip Nepejchal             | 1148           |
| EGY Egito          | Af2015            | Hamada Talat                | 1154           |
| FRA França         | CMu2015           | Alexis Raynaud              | 1183           |
| FRA França         | JE2015            | Valerian Sauveplane         | 1178           |
| GER Alemanha       | EU2015            | Daniel BrodmeierT/DI        | 1176           |
| GER Alemanha       | CMu2015           | Andre Link                  | 1177           |
| HUN Hungria        | DI                | Istvan Peni                 | 1173           |
| HUN Hungria        | DI                | Peter Sidi                  | 1181           |
| IND Índia          | DI                | Gagan Narang                | 1172           |
| IND Índia          | CGa2015           | Chain Singh                 | 1180           |
| IRI Irã            | DI                | Pourya Norouziyan           | 1145           |
| ITA Itália         | M2014             | Niccolo Campriani           | 1183           |
| ITA Itália         | DI                | Marco De Nicolo             | 1177           |
| JPN Japão          | CFB2015           | Toshikazu Yamashita         | 1178           |
| KAZ Cazaquistão    | CFB2015           | Yuriy Yurkov                | 1175           |
| KOR Coreia do Sul  | M2014             | Kim HyeonjunCN              | 1171           |
| KOR Coreia do Sul  | DI                | Kim Jonghyun                | 1176           |
| NOR Noruega        | CGu2015           | Ole Kristian Bryhn          | 1182           |
| NOR Noruega        | M2014             | Odd Arne BrekneT            | 1173           |
| OMA Omã            | CT                | Hamed Said Alkhatri         | 1166           |
| RUS Rússia         | DI                | Sergey Kamenskiy            | 1188           |
| RUS Rússia         | CGa2015           | Fedor Vlasov                | 1176           |
| SRB Sérvia         | CMu2015           | Stevan Pletikosic           | 1172           |
| SRB Sérvia         | DI                | Milenko Sebic               | 1180           |
| SUI Suíça          | CT                | Jan LochbihlerT             | 1170           |
| THA Tailândia      | As2016            | Napis Tortungpanich         | 1156           |
| UKR Ucrânia        | M2014             | Serhiy Kulish               | 1180           |
| UKR Ucrânia        | DI                | Oleh Tsarkov                | 1137           |
| USA Estados Unidos | PA2015            | Matthew EmmonsT             | 1182           |
| USA Estados Unidos | DI                | Daniel Lowe                 | 1152           |
| VEN Venezuela      | DI                | Julio Cesar Iemma Hernandez | 1152           |
| Total              | Total             | 44                          | 44             |

### Carabina deitado masculino
| CON                | Critério MQS=587º | Atleta inscrito             | Índice pessoal |
| ------------------ | ----------------- | --------------------------- | -------------- |
| AUS Austrália      | M2014             | Warren Potent               | 628,1          |
| AUS Austrália      | O2015             | Dane SampsonT               | 626,5          |
| AUT Áustria        | CMu2015           | Thomas Mathis               | 626,1          |
| AUT Áustria        | DI                | Alexander Schmirl           | 627,7          |
| BLR Bielorrússia   | DI                | Vitali Bubnovich            | 626,3          |
| BLR Bielorrússia   | M2014             | Yury Shcherbatsevich        | 626,9          |
| BRA Brasil         | PA2015            | Cassio Cesar Rippel         | 627,4          |
| BRN Bahrein        | RQ                | Mahmood HajiRV              | 616,3          |
| BUL Bulgária       | DI                | Anton Rizov                 | 624            |
| CHN China          | DI                | Cao Yifei                   | 616,8          |
| CHN China          | M2014             | Zhao ShengboT               | 630,3          |
| CRO Croácia        | DI                | Petar Gorsa                 | 623,3          |
| CUB Cuba           | AM2014            | Reinier Estpinan            | 626,5          |
| CZE Chéquia        | CGa2015           | Filip Nepejchal             | 618,1          |
| DEN Dinamarca      | CGa2015           | Torben Grimmel              | 628,3          |
| EGY Egito          | Af2015            | Ahmed Darwish               | 616,4          |
| FRA França         | CMu2015           | Cyril Graff                 | 626,6          |
| FRA França         | DI                | Jeremy Monnier              | 624,4          |
| GER Alemanha       | M2014             | Daniel Brodmeier            | 625,7          |
| GER Alemanha       | JE2015            | Henri Junghaenel            | 627,8          |
| HUN Hungria        | DI                | Peter Sidi                  | 625,2          |
| HUN Hungria        | EU2015            | Norbert Szabian             | 624,9          |
| IND Índia          | CFB2015           | Gagan Narang                | 626,7          |
| IND Índia          | DI                | Chain Singh                 | 625,2          |
| ISR Israel         | DI                | Sergey Richter              | 627,6          |
| ITA Itália         | DI                | Niccolo Campriani           | 626,5          |
| ITA Itália         | M2014             | Marco De Nicolo             | 627,7          |
| JPN Japão          | DI                | Toshikazu Yamashita         | 625,5          |
| KAZ Cazaquistão    | DI                | Yuriy Yurkov                | 621,6          |
| KOR Coreia do Sul  | CGu2015           | Kwon Juncheol               | 624,3          |
| KOR Coreia do Sul  | As2016            | Kim Jonghyun                | 625,1          |
| NOR Noruega        | DI                | Odd Arne Brekne             | 627,8          |
| NOR Noruega        | DI                | Ole Kristian Bryhn          | 626,8          |
| NZL Nova Zelândia  | O2015             | Ryan Taylor                 | 623,9          |
| RUS Rússia         | DI                | Sergey Kamenskiy            | 633            |
| RUS Rússia         | EU2015            | Kirill GrigoryanCN          | 626,7          |
| SRB Sérvia         | DI                | Stevan Pletikosic           | 628,7          |
| SRB Sérvia         | DI                | Milenko Sebic               | 625,1          |
| SRI Sri Lanka      | CT                | Mangala Samarakoon          | 616,4          |
| SUI Suíça          | DI                | Jan Lochbihler              | 627,3          |
| THA Tailândia      | DI                | Napis Tortungpanich         | 620,2          |
| THA Tailândia      | As2016            | Attapon Uea-Aree            | 623,4          |
| UKR Ucrânia        | DI                | Serhiy Kulish               | 625,9          |
| UKR Ucrânia        | DI                | Oleh Tsarkov                | 617,7          |
| USA Estados Unidos | CGu2015           | David HigginsT              | 621,2          |
| USA Estados Unidos | CFB2015           | Michael Mcphail             | 631,9          |
| VEN Venezuela      | DI                | Julio Cesar Iemma Hernandez | 616,1          |
| Total              | Total             | 44                          | 44             |

### Carabina de ar masculino
| CON                | Critério MQS=570º | Atleta inscrito             | Índice pessoal |
| ------------------ | ----------------- | --------------------------- | -------------- |
| ALG Argélia        | Af2015            | Chafik Bouaoud              | 600,7          |
| ARM Armênia        | RQ                | Hrachik Babayan             | 629,3          |
| AUS Austrália      | O2015             | Jack Rossiter               | 625,1          |
| AUS Austrália      | DI                | Dane Sampson                | 626,2          |
| AUT Áustria        | DI                | Gernot Rumpler              | 626,4          |
| AUT Áustria        | CFB2015           | Alexander Schmirl           | 627,5          |
| BAN Bangladesh     | CT                | Abdullah Hel Baki           | 622,6          |
| BLR Bielorrússia   | M2014             | Vitali Bubnovich            | 629,7          |
| BLR Bielorrússia   | CGa2015           | Illia Charheika             | 627,8          |
| BUL Bulgária       | CFB2015           | Anton Rizov                 | 626,7          |
| CHN China          | M2014             | Cao Yifei                   | 630,7          |
| CHN China          | M2014             | Yang Haoran                 | 632,7          |
| CRO Croácia        | CGa2015           | Petar Gorsa                 | 630            |
| CUB Cuba           | DI                | Reinier Estpinan            | 614,4          |
| CUB Cuba           | DI                | Alexander Molerio Quintana  | 617            |
| CZE Chéquia        | DI                | Filip Nepejchal             | 620,5          |
| EGY Egito          | DI                | Hamada Talat                | 622,8          |
| ESP Espanha        | EU2016            | Jorge Diaz                  | 624,1          |
| FRA França         | M2014             | Jeremy Monnier              | 626,6          |
| FRA França         | DI                | Valerian Sauveplane         | 618,3          |
| GER Alemanha       | EU2016            | Julian Justus               | 626,7          |
| GER Alemanha       | CGu2015           | Michael JankerT             | 625,9          |
| HUN Hungria        | CGa2015           | Istvan Peni                 | 630,8          |
| HUN Hungria        | CGu2015           | Peter Sidi                  | 630,3          |
| IND Índia          | CMu2015           | Abhinav Bindra              | 627,9          |
| IND Índia          | DI                | Gagan Narang                | 626,7          |
| IRI Irã            | As2016            | Pourya Norouziyan           | 622,9          |
| ISR Israel         | JE2015            | Sergey Richter              | 628,7          |
| ITA Itália         | DI                | Niccolo Campriani           | 629,5          |
| ITA Itália         | DI                | Marco De Nicolo             | 625,2          |
| JPN Japão          | As2016            | Naoya Okada                 | 625,8          |
| JPN Japão          | DI                | Toshikazu Yamashita         | 620,7          |
| KAZ Cazaquistão    | DI                | Yuriy Yurkov                | 622,9          |
| KOR Coreia do Sul  | DI                | Kim Hyeonjun                | 626,6          |
| KOR Coreia do Sul  | CGu2015           | Jeong JigeunCN              | 624,5          |
| NOR Noruega        | EU2016            | Are HansenCN                | 625,5          |
| NOR Noruega        | DI                | Ole Kristian Bryhn          | 622,6          |
| ROU Romênia        | RQ                | Alin George MoldoveanuRV    | 628,7          |
| RUS Rússia         | M2014             | Vladimir MaslennikovCN      | 633,4          |
| RUS Rússia         | M2014             | Sergey KamenskiyCN          | 627,8          |
| SRB Sérvia         | EU2015            | Milenko Sebic               | 626            |
| SRB Sérvia         | CFB2015           | Milutin Stefanovic          | 626,3          |
| SRI Sri Lanka      | DI                | Mangala Samarakoon          | 610,5          |
| THA Tailândia      | DI                | Napis Tortungpanich         | 619,6          |
| UKR Ucrânia        | DI                | Serhiy Kulish               | 626,9          |
| UKR Ucrânia        | CMu2015           | Oleh Tsarkov                | 631,4          |
| USA Estados Unidos | AM2014            | Daniel LoweT                | 618,6          |
| USA Estados Unidos | PA2015            | Lucas KozenieskyCN          | 622,3          |
| UZB Uzbequistão    | RQ                | Vadim SkorovarovRV          | 625,3          |
| VEN Venezuela      | PA2015            | Julio Cesar Iemma Hernandez | 619,2          |
| Total              | Total             | 50                          | 50             |

### Pistola 50m masculino
| CON                 | Critério MQS=540 | Atleta inscrito        | Índice pessoal |
| ------------------- | ---------------- | ---------------------- | -------------- |
| AUS Austrália       | O2015            | Daniel Repacholi       | 562            |
| BOL Bolívia         | CT               | Rudolf Knijnenburg     | 551            |
| BRA Brasil          | PS               | Julio Almeida          | 559            |
| BRA Brasil          | DI               | Felipe Almeida Wu      | 555            |
| BUL Bulgária        | DI               | Samuil Donkov          | 563            |
| CHN China           | DI               | Pang Wei               | 567            |
| CHN China           | CGu2015          | Wang ZhiweiCN          | 576            |
| CUB Cuba            | AM2014           | Jorge Grau Potrille    | 557            |
| EGY Egito           | Af2015           | Samy Abdel Razek       | 557            |
| ESP Espanha         | CGa2015          | Pablo Carrera          | 572            |
| GEO Geórgia         | DI               | Tsotne Machavariani    | 549            |
| HUN Hungria         | DI               | Miklos Tatrai          | 551            |
| IND Índia           | CGa2015          | Prakash Nanjappa       | 567            |
| IND Índia           | M2014            | Jitu Rai               | 567            |
| ITA Itália          | CMu2015          | Giuseppe Giordano      | 566            |
| JPN Japão           | CMu2015          | Tomoyuki Matsuda       | 569            |
| KAZ Cazaquistão     | DI               | Vladimir Issachenko    | 560            |
| KAZ Cazaquistão     | DI               | Rashid Yunusmetov      | 561            |
| KOR Coreia do Sul   | M2014            | Jin Jongoh             | 583            |
| KOR Coreia do Sul   | CGu2015          | Han SeungwooCN         | 553            |
| KSA Arábia Saudita  | DI               | Atallah Alanazi        | 566            |
| MAS Malásia         | DI               | Guanjie Johnathan Wong | 550            |
| MYA Mianmar         | DI               | Naung Ye Tun           | 546            |
| PAN Panamá          | DI               | David Munoz Hidalgo    | 554            |
| PER Peru            | PA2015           | Marko Carrillo         | 549            |
| POR Portugal        | DI               | Joao Costa             | 567            |
| PRK Coreia do Norte | As2016           | Jong Su Kim            | 565            |
| PRK Coreia do Norte | As2016           | Kim Song Guk           | 560            |
| RUS Rússia          | EU2015           | Denis KoulakovCN       | 560            |
| RUS Rússia          | DI               | Vladimir Gontcharov    | 569            |
| SRB Sérvia          | DI               | Dimitrije Grgic        | 562            |
| SRB Sérvia          | CFB2015          | Damir Mikec            | 567            |
| SVK Eslováquia      | JE2015           | Pavol Kopp             | 560            |
| SVK Eslováquia      | DI               | Juraj Tuzinsky         | 560            |
| TUR Turquia         | DI               | Yusuf Dikec            | 564            |
| TUR Turquia         | DI               | Ismail Keles           | 563            |
| UKR Ucrânia         | DI               | Oleh Omelchuk          | 567            |
| USA Estados Unidos  | DI               | Will Brown             | 565            |
| USA Estados Unidos  | CFB2015          | Jay ShiCN              | 552            |
| VIE Vietnã          | M2014            | Hoang Xuan Vinh        | 568            |
| VIE Vietnã          | DI               | Tran Quoc Cuong        | 560            |
| Total               | Total            | 41                     | 41             |

### Pistola rápida masculino
| CON                | Critério MQS=560 | Atleta inscrito       | Índice pessoal |
| ------------------ | ---------------- | --------------------- | -------------- |
| AUS Austrália      | O2015            | David Chapman         | 572            |
| AZE Azerbaijão     | RQ               | Ruslan LunevRV        | 582            |
| BRA Brasil         | PS               | Emerson Duarte        | 583            |
| CHN China          | CGa2015          | Li YuehongCN          | 588            |
| CHN China          | CGa2015          | Zhang FushengCN       | 582            |
| CUB Cuba           | CFB2015          | Leuris Pupo           | 588            |
| EGY Egito          | Af2015           | Ahmed Shaban          | 565            |
| ESP Espanha        | JE2015           | Jorge Llames          | 583            |
| EST Estônia        | RQ               | Peeter OleskRV        | 573            |
| FRA França         | CGu2015          | Jean Quiquampoix      | 589            |
| GER Alemanha       | M2014            | Oliver Geis           | 588            |
| GER Alemanha       | CFB2015          | Christian Reitz       | 592            |
| IND Índia          | DI               | Gurpreet Singh        | 586            |
| ITA Itália         | EU2015           | Riccardo MazzettiT    | 581            |
| JPN Japão          | As2016           | Teruyoshi Akiyama     | 579            |
| JPN Japão          | As2016           | Eita Mori             | 580            |
| KOR Coreia do Sul  | M2014            | Kim Junhong           | 584            |
| KOR Coreia do Sul  | CGu2015          | Kang MinsuCN          | 577            |
| PAK Paquistão      | CT               | Ghulam Mustafa Bashir | 578            |
| PER Peru           | DI               | Marko Carrillo        | 561            |
| POL Polônia        | DI               | Piotr Daniluk         | 579            |
| RUS Rússia         | CMu2015          | Alexei Klimov         | 591            |
| UKR Ucrânia        | EU2015           | Roman Bondaruk        | 590            |
| UKR Ucrânia        | DI               | Pavlo Korostylov      | 576            |
| USA Estados Unidos | PA2015           | Emil MilevCN          | 584            |
| USA Estados Unidos | CMu2015          | Keith Sanderson       | 585            |
| Total              | Total            | 26                    | 26             |

### Pistola de ar masculino
| CON                 | Critério MQS=563 | Atleta inscrito                | Índice pessoal |
| ------------------- | ---------------- | ------------------------------ | -------------- |
| AUS Austrália       | DI               | Daniel Repacholi               | 566            |
| AUS Austrália       | O2015            | Blake BlackburnCN              | 573            |
| AZE Azerbaijão      | DI               | Ruslan Lunev                   | 579            |
| BRA Brasil          | DI               | Julio Almeida                  | 581            |
| BRA Brasil          | PA2015           | Felipe Almeida Wu              | 582            |
| BUL Bulgária        | M2014            | Samuil Donkov                  | 583            |
| CHN China           | M2014            | Pu Qifeng                      | 583            |
| CHN China           | CMu2015          | Pang WeiCN                     | 590            |
| CUB Cuba            | DI               | Jorge Grau Potrille            | 572            |
| EGY Egito           | DI               | Samy Abdel Razek               | 574            |
| EGY Egito           | Af2015           | Ahmed Mohamed                  | 570            |
| ESP Espanha         | DI               | Pablo Carrera                  | 587            |
| GEO Geórgia         | EU2016           | Tsotne Machavariani            | 579            |
| HUN Hungria         | EU2016           | Miklos Tatrai                  | 579            |
| IND Índia           | DI               | Jitu Rai                       | 585            |
| IND Índia           | CMu2015          | Gurpreet Singh                 | 582            |
| ITA Itália          | DI               | Giuseppe Giordano              | 580            |
| JPN Japão           | DI               | Tomoyuki Matsuda               | 580            |
| KAZ Cazaquistão     | CGa2015          | Vladimir Issachenko            | 581            |
| KAZ Cazaquistão     | CGa2015          | Rashid Yunusmetov              | 586            |
| KOR Coreia do Sul   | DI               | Jin Jongoh                     | 585            |
| KOR Coreia do Sul   | CMu2015          | Lee Daemyung                   | 584            |
| KSA Arábia Saudita  | As2016           | Atallah Alanazi                | 581            |
| MAS Malásia         | As2016           | Guanjie Johnathan Wong         | 578            |
| MYA Mianmar         | CGu2015          | Naung Ye Tun                   | 583            |
| NCA Nicarágua       | CT               | Rafael Antonio Lacayo Paladino | 566            |
| PAN Panamá          | CT               | David Munoz Hidalgo            | 577            |
| PER Peru            | DI               | Marko Carrillo                 | 567            |
| POL Polônia         | EU2016           | Piotr DanilukCN                | 580            |
| POR Portugal        | CFB2015          | Joao Costa                     | 587            |
| PRK Coreia do Norte | DI               | Jong Su Kim                    | 577            |
| PRK Coreia do Norte | DI               | Kim Song Guk                   | 580            |
| RUS Rússia          | CGu2015          | Vladimir IsakovCN              | 580            |
| RUS Rússia          | M2014            | Vladimir Gontcharov            | 583            |
| SRB Sérvia          | CGu2015          | Dimitrije Grgic                | 583            |
| SRB Sérvia          | DI               | Damir Mikec                    | 580            |
| SVK Eslováquia      | DI               | Pavol Kopp                     | 579            |
| SVK Eslováquia      | M2014            | Juraj Tuzinsky                 | 582            |
| TUR Turquia         | M2014            | Yusuf Dikec                    | 585            |
| TUR Turquia         | CFB2015          | Ismail Keles                   | 585            |
| UKR Ucrânia         | JE2015           | Pavlo Korostylov               | 585            |
| UKR Ucrânia         | CFB2015          | Oleh Omelchuk                  | 585            |
| USA Estados Unidos  | AM2014           | Will Brown                     | 581            |
| USA Estados Unidos  | DI               | Jay Shi                        | 577            |
| VIE Vietnã          | DI               | Hoang Xuan Vinh                | 583            |
| VIE Vietnã          | M2014            | Tran Quoc Cuong                | 582            |
| Total               | Total            | 41                             | 41             |

### Fossa olímpica masculino
| CON                                 | Critério MQS=112 | Atleta inscrito              | Índice pessoal |
| ----------------------------------- | ---------------- | ---------------------------- | -------------- |
| ANG Angola                          | CT               | Joao Paulo de leiria e Silva | 117            |
| ARG Argentina                       | PA2015           | Fernando Borello             | 121            |
| AUS Austrália                       | CAc2105          | Mitchell Iles-CrevatinCN     | 122            |
| AUS Austrália                       | O2015            | Adam Vella                   | 121            |
| BEL Bélgica                         | M2015            | Maxime Mottet                | 122            |
| BRA Brasil                          | PS               | Roberto Schmits              | 119            |
| COL Colômbia                        | RQ               | Danilo Caro GuarnieriRV      | 121            |
| CRO Croácia                         | CGa2015          | Giovanni Cernogoraz          | 123            |
| CRO Croácia                         | CAA2015          | Josip Glasnovic              | 123            |
| CZE Chéquia                         | CAA2015          | David Kostelecky             | 124            |
| DOM República Dominicana            | AM2014           | Eduardo Jose Lorenzo         | 123            |
| EGY Egito                           | Af2015           | Abdel Aziz Mehelba           | 122            |
| EGY Egito                           | Af2015           | Ahmed KamarT                 | 122            |
| ESP Espanha                         | EU2015           | Alberto Fernandez            | 123            |
| FIJ Fiji                            | O2015            | Glenn Kable                  | 117            |
| FIN Finlândia                       | CLa2015          | Vesa Tornroos                | 122            |
| GBR Grã-Bretanha                    | M2014            | Edward Ling                  | 124            |
| IND Índia                           | As2016           | Kynan Chenai                 | 123            |
| IND Índia                           | As2016           | Manavjit Singh SandhuT       | 123            |
| IOA Atletas Olímpicos Independentes | As2016           | Abdulrahman Al Faihan        | 123            |
| IOA Atletas Olímpicos Independentes | M2015            | Khaled Almudhaf              | 123            |
| ITA Itália                          | CAc2105          | Massimo Fabbrizi             | 122            |
| ITA Itália                          | M2014            | Giovanni Pellielo            | 124            |
| MAR Marrocos                        | DI               | Mohamed Ramah                | 114            |
| PER Peru                            | PA2015           | Francisco Boza               | 120            |
| RUS Rússia                          | JE2015           | Alexey Alipov                | 124            |
| SLO Eslovênia                       | EU2015           | Bostjan Macek                | 122            |
| SMR San Marino                      | EU2015           | Stefano Selva                | 122            |
| SVK Eslováquia                      | JE2015           | Marian KovacocyT             | 122            |
| SVK Eslováquia                      | M2014            | Erik Varga                   | 124            |
| TPE Taipé Chinês                    | As2016           | Yang Kun-Pi                  | 119            |
| TUR Turquia                         | CLa2015          | Yavuz Ilnam                  | 122            |
| TUR Turquia                         | CGa2015          | Erdinc Kebapci               | 124            |
| Total                               | Total            | 33                           | 33             |

### Fossa olímpica double masculino
| CON                                 | Critério MQS=118 | Atleta inscrito              | Índice pessoal |
| ----------------------------------- | ---------------- | ---------------------------- | -------------- |
| AUS Austrália                       | O2015            | James Willett                | 142            |
| CHN China                           | CAc2105          | Hu Binyuan                   | 146            |
| CHN China                           | CLa2015          | Pan Qiang                    | 141            |
| GBR Grã-Bretanha                    | M2015            | Tim Kneale                   | 142            |
| GBR Grã-Bretanha                    | CGa2015          | Steven Scott                 | 143            |
| GER Alemanha                        | CGa2015          | Andreas LoewCN               | 143            |
| GUA Guatemala                       | PA2015           | Hebert Brol Cardenas         | 135            |
| GUA Guatemala                       | CLa2015          | Enrique Brol                 | 144            |
| IOA Atletas Olímpicos Independentes | M2015            | Ahmad Alafasi                | 139            |
| IOA Atletas Olímpicos Independentes | As2016           | Fehaid Aldeehani             | 142            |
| ITA Itália                          | M2014            | Antonino Barilla             | 146            |
| ITA Itália                          | CAA2015          | Marco Innocenti              | 141            |
| MAR Marrocos                        | RQ               | Mohamed RamahRV              | 142            |
| MLT Malta                           | CT               | William Chetcuti             | 145            |
| PAR Paraguai                        | CT               | Paulo Bernardo Reichardt     | 120            |
| RUS Rússia                          | JE2015           | Vitaly Fokeev                | 143            |
| RUS Rússia                          | CAA2015          | Vasily Mosin                 | 143            |
| SWE Suécia                          | CLa2015          | Hakan DahlbyT                | 141            |
| UAE Emirados Árabes Unidos          | As2016           | Khaled Alkaabi               | 142            |
| USA Estados Unidos                  | CAc2105          | Walton EllerCN               | 146            |
| USA Estados Unidos                  | M2014            | Joshua Richmond              | 143            |
| ZIM Zimbabwe                        | Af2015           | Michael Sean James Nicholson | 120            |
| Total                               | Total            | 22                           | 22             |

### Skeetmasculino
| CON                                 | Critério MQS=114 | Atleta inscrito                | Índice pessoal |
| ----------------------------------- | ---------------- | ------------------------------ | -------------- |
| ARG Argentina                       | CGa2015          | Federico Gil                   | 123            |
| AUS Austrália                       | O2015            | Paul AdamsCN                   | 119            |
| AUS Austrália                       | O2015            | Keith Ferguson                 | 120            |
| AUT Áustria                         | CGa2015          | Sebastian Kuntschik            | 122            |
| BAR Barbados                        | CT               | Michael Maskell                | 120            |
| BRA Brasil                          | PS               | Renato Portella                | 114            |
| CUB Cuba                            | PA2015           | Juan Miguel Rodriguez Martinez | 119            |
| CYP Chipre                          | CAA2015          | Andreas Chasikos               | 122            |
| DEN Dinamarca                       | CAA2015          | Jesper Hansen                  | 124            |
| EGY Egito                           | Af2015           | Franco Donato                  | 120            |
| EGY Egito                           | M2014            | Azmy Mehelba                   | 124            |
| FRA França                          | EU2015           | Eric Delaunay                  | 123            |
| FRA França                          | M2014            | Anthony Terras                 | 125            |
| GER Alemanha                        | M2015            | Ralf Buchheim                  | 122            |
| GRE Grécia                          | EU2015           | Efthimios Mitas                | 123            |
| IND Índia                           | M2015            | Mairaj Ahmad Khan              | 122            |
| IOA Atletas Olímpicos Independentes | As2016           | Abdullah Alrashidi             | 121            |
| IOA Atletas Olímpicos Independentes | As2016           | Saud Habib                     | 122            |
| ITA Itália                          | CAc2105          | Gabriele RossettiCN            | 124            |
| ITA Itália                          | CAc2105          | Luigi LoddeCN                  | 123            |
| LAT Letônia                         | RQ               | Dainis Upelnieks (fonte)RV     | 120            |
| LTU Lituânia                        | RQ               | Ronaldas RacinskasRV           | 121            |
| QAT Catar                           | As2016           | Nasser Al-AttiyaT              | 118            |
| QAT Catar                           | As2016           | Rashid Hamad                   | 122            |
| RUS Rússia                          | M2014            | Anton AstakhovCN               | 123            |
| SWE Suécia                          | JE2015           | Stefan Nilsson                 | 122            |
| SWE Suécia                          | CLa2015          | Marcus Svensson                | 123            |
| UAE Emirados Árabes Unidos          | As2016           | Saeed Almaktoum                | 121            |
| UAE Emirados Árabes Unidos          | CLa2015          | Saif Bin Futtais               | 124            |
| UKR Ucrânia                         | EU2015           | Mikola Milchev                 | 122            |
| USA Estados Unidos                  | PA2015           | Frank ThompsonCN               | 122            |
| USA Estados Unidos                  | AM2014           | Vincent Hancock                | 125            |
| Total                               | Total            | 32                             | 32             |

### Carabina 3 posições feminino
| CON                | Critério MQS=555 | Atleta inscrito          | Índice pessoal |
| ------------------ | ---------------- | ------------------------ | -------------- |
| ARG Argentina      | PA2015           | Amelia Rosa Fournel      | 577            |
| AUT Áustria        | DI               | Olivia Hofmann           | 581            |
| BRA Brasil         | DI               | Rosane Sibele Budag      | 568            |
| CHN China          | M2014            | Du LiCN / DI             | 585            |
| CHN China          | CGu2015          | Zhang BinbinT            | 591            |
| CRO Croácia        | DI               | Snjezana Pejcic          | 592            |
| CRO Croácia        | M2014            | Tanja PerecT             | 574            |
| CUB Cuba           | DI               | Eglys Yahima de la Cruz  | 585            |
| CUB Cuba           | AM2014           | Dianelys Perez           | 581            |
| CZE Chéquia        | M2014            | Nikola Mazurova          | 587            |
| CZE Chéquia        | EU2015           | Adela BrunsCN            | 588            |
| DEN Dinamarca      | DI               | Stine Nielsen            | 581            |
| FRA França         | JE2015           | Laurence Brize           | 589            |
| GBR Grã-Bretanha   | EU2015           | Jennifer Mcintosh        | 588            |
| GER Alemanha       | CGu2015          | Eva RoeskenT             | 587            |
| GER Alemanha       | M2014            | Barbara EnglederCN       | 592            |
| HUN Hungria        | DI               | Julianna Miskolczi       | 563            |
| IRI Irã            | As2016           | Mahlagha Jambozorg       | 582            |
| IRI Irã            | DI               | Najmeh Khedmati          | 581            |
| ITA Itália         | DI               | Petra Zublasing          | 589            |
| KAZ Cazaquistão    | CFB2015          | Yelizaveta Korol         | 587            |
| KOR Coreia do Sul  | As2016           | Lee Kyerim               | 584            |
| KOR Coreia do Sul  | CMu2015          | Jang GeumyoungCN         | 574            |
| MGL Mongólia       | DI               | Nandinzaya Gankhuyag     | 586            |
| NOR Noruega        | M2014            | Malin Westerheim         | 585            |
| POL Polônia        | CGa2015          | Sylwia Bogacka           | 592            |
| POL Polônia        | EU2015           | Agnieszka Nagay          | 579            |
| PUR Porto Rico     | PA2015           | Yarimar Mercado Martinez | 571            |
| RUS Rússia         | DI               | Daria Vdovina            | 564            |
| SIN Singapura      | As2016           | Ser Xiang Wei Jasmine    | 590            |
| SLO Eslovênia      | DI               | Ziva Dvorsak             | 582            |
| SRB Sérvia         | DI               | Ivana Andusic Maksimovic | 588            |
| SRB Sérvia         | DI               | Andrea Arsovic           | 582            |
| SUI Suíça          | CGa2015          | Nina ChristenCN          | 586            |
| UKR Ucrânia        | CMu2015          | Natallia Kalnysh         | 587            |
| USA Estados Unidos | CFB2015          | Virginia ThrasherCN      | 575            |
| USA Estados Unidos | DI               | Sarah Scherer            | 576            |
| Total              | Total            | 37                       | 37             |

### Carabina de ar feminino
| CON                      | Critério MQS=375º | Atleta inscrito                 | Índice pessoal |
| ------------------------ | ----------------- | ------------------------------- | -------------- |
| AND Andorra              | CT                | Esther Barrugues Alvina         | 407,7          |
| ARG Argentina            | DI                | Amelia Rosa Fournel             | 410            |
| ARG Argentina            | PA2015            | Fernanda Russo                  | 412,6          |
| AUS Austrália            | O2015             | Jennifer Hens                   | 414,4          |
| AUT Áustria              | CMu2015           | Olivia Hofmann                  | 417,5          |
| BHU Butão                | CT                | Lenchu Kunzang                  | 400            |
| BIH Bósnia e Herzegovina | CT                | Tatjana Djekanovic              | 413,4          |
| BOL Bolívia              | CT                | Carina Ana Garcia Kradolfer     | 406,1          |
| BRA Brasil               | PS                | Rosane Sibele Budag             | 404,8          |
| CHN China                | M2014             | Yi Siling                       | 421,1          |
| CHN China                | M2014             | Du LiCN                         | 414,8          |
| CRO Croácia              | CMu2015           | Valentina Gustin                | 417,5          |
| CRO Croácia              | EU2016            | Snjezana PejcicT                | 420,8          |
| CUB Cuba                 | AM2014            | Eglys Yahima de la Cruz         | 415,6          |
| CUB Cuba                 | DI                | Dianelys Perez                  | 414,7          |
| CZE Chéquia              | DI                | Nikola Mazurova                 | 415,7          |
| CZE Chéquia              | DI                | Adela Bruns                     | 412,6          |
| DEN Dinamarca            | M2014             | Stine Nielsen                   | 417,3          |
| EGY Egito                | CFB2015           | Shimaa Hashad                   | 415,9          |
| EGY Egito                | Af2015            | Hadir Mekhimar                  | 411,4          |
| GBR Grã-Bretanha         | DI                | Jennifer Mcintosh               | 416,7          |
| GER Alemanha             | DI                | Barbara Engleder                | 419,3          |
| GER Alemanha             | CMu2015           | Selina GschwandtnerT            | 419,4          |
| HUN Hungria              | EU2016            | Julianna Miskolczi              | 418,2          |
| IND Índia                | CGu2015           | Apurvi Chandela                 | 418,4          |
| IND Índia                | As2016            | Ayonika Paul                    | 420,8          |
| IRI Irã                  | CGa2015           | Elaheh Ahmadi                   | 419,3          |
| IRI Irã                  | CGa2015           | Najmeh Khedmati                 | 419,6          |
| ITA Itália               | M2014             | Petra Zublasing                 | 418,3          |
| KAZ Cazaquistão          | DI                | Yelizaveta Korol                | 414,8          |
| KOR Coreia do Sul        | As2016            | Kim EunhyeCN                    | 415,7          |
| KOR Coreia do Sul        | CMu2015           | Park Hae MiT                    | 415,8          |
| KOS Kosovo               | CT                | Urata Rama                      | 399            |
| MEX México               | PA2015            | Goretti Alejandra Zumaya Flores | 412,7          |
| MGL Mongólia             | CFB2015           | Nandinzaya Gankhuyag            | 417            |
| MKD Macedônia do Norte   | CT                | Nina Balaban                    | 408,8          |
| NOR Noruega              | DI                | Malin Westerheim                | 417,5          |
| PAK Paquistão            | CT                | Minhal Sohail                   | 412,2          |
| POL Polônia              | DI                | Sylwia Bogacka                  | 414,7          |
| POL Polônia              | DI                | Agnieszka Nagay                 | 414,3          |
| PUR Porto Rico           | DI                | Yarimar Mercado Martinez        | 410,7          |
| RUS Rússia               | CGa2015           | Daria VdovinaCN                 | 416,5          |
| SIN Singapura            | DI                | Ser Xiang Wei Jasmine           | 418,8          |
| SLO Eslovênia            | M2014             | Ziva DvorsakT                   | 416,6          |
| SRB Sérvia               | CGu2015           | Ivana Andusic Maksimovic        | 417,1          |
| SRB Sérvia               | M2014             | Andrea Arsovic                  | 418,6          |
| SUI Suíça                | JE2015            | Sarah Hornung                   | 416,7          |
| SUI Suíça                | DI                | Nina Christen                   | 416,3          |
| UKR Ucrânia              | DI                | Natallia Kalnysh                | 414,7          |
| USA Estados Unidos       | CFB2015           | Sarah SchererCN                 | 416,2          |
| USA Estados Unidos       | DI                | Virginia Thrasher               | 414            |
| Total                    | Total             | 51                              | 51             |

### Pistola 25m feminino
| CON                 | Critério MQS=555 | Atleta inscrito             | Índice pessoal |
| ------------------- | ---------------- | --------------------------- | -------------- |
| AUS Austrália       | DI               | Elena Galiabovitch          | 572            |
| AUS Austrália       | O2015            | Lalita Yauhleuskaya         | 575            |
| BLR Bielorrússia    | DI               | Viktoria Chaika             | 583            |
| BUL Bulgária        | CFB2015          | Antoaneta Boneva            | 588            |
| CAN Canadá          | DI               | Lynda Kiejko                | 574            |
| CHN China           | CGu2015          | Chen Ying                   | 586            |
| CHN China           | M2014            | Zhang Jingjing              | 592            |
| ECU Equador         | AM2014           | Andrea Perez Pena           | 569            |
| EGY Egito           | DI               | Afaf Elhodhod               | 575            |
| ESP Espanha         | DI               | Sonia Franquet              | 583            |
| FRA França          | CFB2015          | Mathilde Lamolle            | 585            |
| FRA França          | M2014            | Stephanie Tirode            | 583            |
| GEO Geórgia         | EU2015           | Nino Salukvadze             | 585            |
| GER Alemanha        | M2014            | Monika KarschT              | 583            |
| GRE Grécia          | DI               | Anna Korakaki               | 581            |
| HUN Hungria         | EU2015           | Zsofia Csonka               | 582            |
| HUN Hungria         | M2014            | Renata Tobai Sike           | 586            |
| IND Índia           | DI               | Heena Sidhu                 | 575            |
| IRI Irã             | DI               | Golnoush Sebghatollahi      | 556            |
| JPN Japão           | As2016           | Akiko Sato                  | 579            |
| KOR Coreia do Sul   | M2014            | Kim Jangmi                  | 590            |
| KOR Coreia do Sul   | As2016           | Hwang SeongeunCN            | 580            |
| MGL Mongólia        | CGu2015          | Gundegmaa Otryad            | 588            |
| MGL Mongólia        | CGa2015          | Munkhzul Tsogbadrakh        | 584            |
| MLT Malta           | DI               | Eleanor Bezzina             | 564            |
| POL Polônia         | DI               | Klaudia Bres                | 574            |
| PRK Coreia do Norte | M2014            | Jo Yong Suk                 | 585            |
| RUS Rússia          | CMu2015          | Ekaterina KorshunovaCN / DI | 581            |
| RUS Rússia          | CGa2015          | Vitalina Batsarashkina      | 590            |
| SIN Singapura       | As2016           | Teo Shun Xie                | 581            |
| SRB Sérvia          | DI               | Bobana Velickovic           | 578            |
| SRB Sérvia          | DI               | Zorana Arunovic             | 579            |
| SUI Suíça           | JE2015           | Heidi Diethelm Gerber       | 587            |
| THA Tailândia       | DI               | Pim-On Klaisuban            | 569            |
| THA Tailândia       | CMu2015          | Tanyaporn Prucksakorn       | 584            |
| TPE Taipé Chinês    | DI               | Wu Chia Ying                | 577            |
| TPE Taipé Chinês    | DI               | Yu Ai Wen                   | 573            |
| TUN Tunísia         | Af2015           | Olfa Charni                 | 577            |
| UKR Ucrânia         | DI               | Olena Kostevych             | 590            |
| USA Estados Unidos  | PA2015           | Enkelejda Shehaj BekurtiCN  | 579            |
| Total               | Total            | 40                          | 40             |

### Pistola de ar feminino
| CON                 | Critério MQS=365 | Atleta inscrito               | Índice pessoal |
| ------------------- | ---------------- | ----------------------------- | -------------- |
| AUS Austrália       | O2015            | Elena Galiabovitch            | 373            |
| AUS Austrália       | DI               | Lalita Yauhleuskaya           | 383            |
| BLR Bielorrússia    | JE2015           | Viktoria Chaika               | 388            |
| BUL Bulgária        | DI               | Antoaneta Boneva              | 388            |
| CAN Canadá          | PA2015           | Lynda Kiejko                  | 385            |
| CHN China           | CMu2015          | Guo Wenjun                    | 386            |
| CHN China           | CGu2015          | Zhang Mengxue                 | 387            |
| CRO Croácia         | EU2016           | Marija Marovic                | 380            |
| EGY Egito           | Af2015           | Afaf Elhodhod                 | 376            |
| ESA El Salvador     | AM2014           | Lilian Castro                 | 373            |
| ESP Espanha         | M2014            | Sonia Franquet                | 386            |
| FRA França          | CGa2015          | Celine Goberville             | 385            |
| FRA França          | DI               | Stephanie Tirode              | 380            |
| GEO Geórgia         | DI               | Nino Salukvadze               | 380            |
| GER Alemanha        | DI               | Monika Karsch                 | 384            |
| GRE Grécia          | CFB2015          | Anna Korakaki                 | 388            |
| HUN Hungria         | EU2016           | Viktoria Egri                 | 385            |
| HUN Hungria         | DI               | Renata Tobai Sike             | 388            |
| IND Índia           | As2016           | Heena Sidhu                   | 387            |
| IRI Irã             | As2016           | Golnoush Sebghatollahi        | 385            |
| JPN Japão           | DI               | Akiko Sato                    | 378            |
| KOR Coreia do Sul   | M2014            | Kim MinjungCN                 | 377            |
| KOR Coreia do Sul   | CGu2015          | Kwak Junghye                  | 385            |
| MEX México          | CFB2015          | Alejandra Zavala Vazquez      | 384            |
| MGL Mongólia        | DI               | Gundegmaa Otryad              | 392            |
| MGL Mongólia        | DI               | Munkhzul Tsogbadrakh          | 381            |
| MLT Malta           | CT               | Eleanor Bezzina               | 379            |
| OMA Omã             | CT               | Wadha Al Balushi              | 381            |
| POL Polônia         | EU2016           | Klaudia BresCN                | 383            |
| PRK Coreia do Norte | DI               | Jo Yong Suk                   | 385            |
| RUS Rússia          | CGa2015          | Vitalina BatsarashkinaCN / DI | 387            |
| RUS Rússia          | CGu2015          | Ekaterina KorshunovaCN        | 388            |
| SIN Singapura       | DI               | Teo Shun Xie                  | 380            |
| SRB Sérvia          | M2014            | Zorana ArunovicCN             | 388            |
| SRB Sérvia          | CMu2015          | Bobana Velickovic             | 388            |
| SUI Suíça           | DI               | Heidi Diethelm Gerber         | 386            |
| THA Tailândia       | CGa2016          | Pim-On Klaisuban              | 385            |
| THA Tailândia       | DI               | Tanyaporn Prucksakorn         | 386            |
| TPE Taipé Chinês    | M2014            | Wu Chia Ying                  | 387            |
| TPE Taipé Chinês    | CFB2015          | Yu Ai Wen                     | 385            |
| TUN Tunísia         | DI               | Olfa Charni                   | 376            |
| UKR Ucrânia         | M2014            | Olena Kostevych               | 390            |
| USA Estados Unidos  | CMu2015          | Lydia Paterson                | 386            |
| USA Estados Unidos  | DI               | Enkelejda Shehaj Bekurti      | 373            |
| Total               | Total            | 44                            | 44             |

### Fossa olímpica feminino
| CON                 | Critério MQS=58 | Atleta inscrito     | Índice pessoal |
| ------------------- | --------------- | ------------------- | -------------- |
| AUS Austrália       | CAc2015         | Laetisha Scanlan    | 73             |
| AUS Austrália       | M2014           | Catherine Skinner   | 72             |
| BRA Brasil          | PS              | Janice Teixeira     | 70             |
| CAN Canadá          | PA2015          | Cynthia MeyerCN     | 68             |
| CHN China           | As2016          | Chen FangCN         | 71             |
| ESP Espanha         | M2014           | Fatima Galvez       | 74             |
| FIN Finlândia       | CLa2015         | Satu Makela-Nummela | 72             |
| GER Alemanha        | M2014           | Jana BeckmannCN     | 73             |
| ITA Itália          | CAA2015         | Jessica RossiCN     | 73             |
| JPN Japão           | CGa2015         | Yukie Nakayama      | 74             |
| KAZ Cazaquistão     | As2016          | Mariya DmitriyenkoT | 70             |
| LIB Líbano          | CT              | Ray Bassil          | 74             |
| NAM Namíbia         | Af2015          | Gaby Diana Ahrens   | 66             |
| NZL Nova Zelândia   | O2015           | Natalie Rooney      | 71             |
| PRK Coreia do Norte | M2015           | Pak Yong Hui        | 70             |
| RUS Rússia          | CLa2015         | Tatiana Barsuk      | 72             |
| RUS Rússia          | M2015           | Ekaterina RabayaCN  | 71             |
| SMR San Marino      | CAA2015         | Alessandra Perilli  | 73             |
| SMR San Marino      | JE2015          | Arianna Perilli     | 74             |
| TPE Taipé Chinês    | CGa2015         | Lin Yi Chun         | 73             |
| USA Estados Unidos  | CAc2105         | Corey Cogdell       | 74             |
| Total               | Total           | 21                  | 21             |

### Skeetfeminino
| CON                | Critério MQS=60 | Atleta inscrito           | Índice pessoal |
| ------------------ | --------------- | ------------------------- | -------------- |
| ARG Argentina      | PA2016          | Melisa Gil                | 72             |
| AUS Austrália      | O2015           | Aislin JonesT             | 71             |
| BRA Brasil         | PS              | Daniela Matarazzo Carraro | 67             |
| CHI Chile          | CGa2015         | Francisca Crovetto Chadid | 72             |
| CHN China          | CAc2105         | Wei Meng                  | 71             |
| CHN China          | CLa2015         | Wei NingCN                | 73             |
| CYP Chipre         | M2018           | Andri Eleftheriou         | 74             |
| CZE Chéquia        | M2016           | Libuse Jahodova           | 71             |
| GBR Grã-Bretanha   | M2014           | Elena Allen               | 73             |
| GBR Grã-Bretanha   | JE2015          | Amber Hill                | 73             |
| GER Alemanha       | EU2015          | Christine Wenzel          | 73             |
| ITA Itália         | CAA2015         | Diana Bacosi              | 75             |
| ITA Itália         | CAA2015         | Chiara Cainero            | 72             |
| JPN Japão          | As2016          | Naoko Ishihara            | 72             |
| NZL Nova Zelândia  | O2015           | Chloe Tipple              | 67             |
| POL Polônia        | CGa2015         | Aleksandra Jarmolinska    | 75             |
| RUS Rússia         | CGa2015         | Albina ShakirovaT         | 74             |
| SVK Eslováquia     | M2014           | Danka Bartekova           | 73             |
| THA Tailândia      | CLa2015         | Sutiya Jiewchaloemmit     | 72             |
| USA Estados Unidos | M2014           | Morgan CraftCN            | 74             |
| USA Estados Unidos | CAc2105         | Kimberly Rhode            | 74             |
| Total              | Total           | 21                        | 21             |